# 楊鶴
楊鶴（1575年—1635年），字修齡，號弱水，湖廣常德衛（今湖南常德）人，軍籍，祖籍直隸建平（今安徽郎溪）。明末政治、軍事人物。官至兵部侍郎、陝西總督。

## 生平
萬曆二十二年（1594年）甲午科湖廣鄉試第三十九名舉人，萬曆三十二年（1604年）甲辰科三甲四十五名進士。授雒南縣知縣，三十三年調長安縣。三十八年考选，萬曆四十年（1612年），擢授浙江道御史，上疏請東宮講學，又言時事憂危者七，多切時弊。不久，出督兩淮鹽法，四十四年巡按貴州，當其時貴州土司相亂，土地、戶口、貢賦雜亂，朝廷難以節制管理，楊鶴上任後，傳檄讓當時勢力最大的貴州土官水西安氏盡數清查戶籍稅賦，查明貴州土官姓名和承襲的原由曲衷，把資料全部上交有關部門，於是自此簿牒始明，奸弊易核。數年後還朝。
楊鎬在遼東四路兵敗，楊鶴推薦熊廷弼、張鶴鳴、李長庚、薛國用、袁應泰，使遼東軍備大振，邊患稍息，但楊鶴為官直言不諱，結果被高官所忌，引疾去職，又逢丁外艱守制。天启初，起復四川道御史，二年巡视京营，三年升大理寺左寺丞，本年升太常寺少卿、提督四夷馆，四年（1624年）擢右僉都御史，巡撫南、贛。尚未上任，又丁內艱去職。熊廷弼在廣寧兵敗，魏忠賢以此為藉口，將楊鶴除名。
崇禎元年（1627年），召拜左僉都御史，進左副都御史。二年出任總督陝西三邊軍務右副都御史，加兵部右侍郎銜。

## 兵事
楊鶴素有清望，薩爾滸大敗後，楊鶴曾說：“遼事之失，不料彼己，喪師辱國，誤在經略；不諳機宜，馬上催戰，誤在輔臣；調度不聞，束手無策，誤在樞部。至尊優柔不斷，又至尊自誤”，崇禎元年又上言：“圖治之要，在培元氣。自大兵大役，加派頻仍，公私交罄，小民之元氣傷；自遼左、黔、蜀喪師失律，暴骨成丘，封疆之元氣傷；自搢紳構黨，彼此相傾，逆奄乘之，誅鋤善類，士大夫之元氣傷。譬如重病初起，百脈未調，風邪易入，道在培養。”時皆以為名言。楊鶴為官清正，但不知兵，一意主撫。
崇禎初年，山西“流寇”首领名单为：“紫金梁（王自用）其首也，余八大王（张献忠）、扫地王、邢红狼、黑煞神、曹操（罗汝才）、乱世王、闯将（李自成）、撞塌天（刘国能）、满天星、老回回（马守应）、李晋王、党家、破甲锥、八金刚、混天王、蝎子块、闯王（高迎祥）、点灯子（赵四儿赵胜）、不沾泥（张存孟）、张妙手、白九儿、一阵风、七郎、大夭王，九条龙、四天王、上天猴（刘九思）、丫头子、齐夭王、映山红、催山虎、冲天柱、油里滑、屹烈眼。”
杨鹤曾上疏指出“盗贼”之起，“总因饥荒之极，民不聊生”。杨鹤提出了“招抚为主、追剿为辅”的綏靖主義战略。在杨鹤的努力下，招安政策取得了一定的成功，陕西的各部起义军幾乎都接受过招安。但由於十万帑金和藩王捐助的五万白银和粮食二万石僅是杯水車薪，“所救不够及十一”。流賊神一魁投降后，杨鹤下令神一魁于耀州诱杀茹成名，最後引起神一魁的猜疑。崇祯三年（1630年），王左挂、苗美率部攻打韩城，杨鹤无兵可调，只得命洪承畴部上阵，勉强解围。神一魁等賊兵既降復叛，陕西巡按御史李应期稱陕西“旋抚旋叛”，归咎于杨鹤的主抚。朝廷主剿派吴甡與御史謝三賓等势力抬头，极力攻击杨鹤的綏靖主義戰略，指责杨鹤“苟图结局，徇抚讳剿”。後楊鶴被朝廷拿辦，时任山海关内道参政的杨鹤之子楊嗣昌代父求情，谪戍袁州，由洪承疇接任。崇祯八年（1635年）十月，杨鹤死于袁州戍所。

## 家族
曾祖楊鏜。祖父楊兆瑞。父楊時芳，冠帶貢生。母张氏，繼母张氏。具慶下。
子楊嗣昌，官至閣部督師。
夫人朱氏，張獻忠破武陵，罵賊而死。

## 延伸阅读
[在维基数据编辑]
 《明史卷二百六十》，出自《明史》